# 132ª Squadriglia
La 132ª Squadriglia era un reparto del Regio Esercito.

## Storia

### Prima guerra mondiale
La 132ª Squadriglia viene creata nel luglio 1917 al Centro Formazione Squadriglie dell'Aeroporto di Padova sui Pomilio PC ed il 20 luglio va all'Aeroporto di Udine-Campoformido nel II Gruppo (poi 2º Gruppo volo) per la 3ª Armata (Regio Esercito) comandata dal Capitano Edoardo Carignani di Valloria che disponeva di altri 9 piloti, 4 osservatori tra cui il Tenente Giuseppe Bortolotti (militare) e 3 mitraglieri.
Il 24 agosto 2 aerei bombardano Raunizza e la valle di Chiapovano ed il 2 settembre entra nel X Gruppo (poi 10º Gruppo).
Il 25 ottobre rientra nel II Gruppo e nell'ambito della Battaglia di Caporetto il 26 ottobre Bortolotti muore colpito da terra.
Il 27 ottobre il reparto ripiega sull'Aeroporto di Aviano ed il 30 al Campo di aviazione di Casoni di Mussolente con 8 piloti, 3 osservatori e 4 allievi osservatori.
Il 4 novembre 2 aerei bombardano il ponte di Comino ed il 20 dicembre il comando va al Cap. osservatore Pietro Rocca che alla fine dell'anno dispone di 5 piloti ed altri 5 osservatori.
Il 5 gennaio 1918 il campo di Casoni viene bombardato da aerei che rompono 2 aerei, danneggiando altri 2 e rimane operativo un solo Pomilio PE.
Il 17 febbraio l'unità va al Campo di aviazione di Isola di Carturo per la 4ª Armata ricevendo poi 6 PE.
Il 17 aprile il comando passa al Cap. osservatore Riccardo Martini e dal 15 giugno opera per il XII Gruppo (poi 12º Gruppo caccia).
Il 1º luglio disponeva di 10 piloti e 12 osservatori ed il 12 luglio viene sciolta per rinforzare altre squadriglie dopo 275 voli di guerra e la perdita di 3 militari.

### Seconda guerra mondiale
Al 10 giugno 1940 la 132ª Squadriglia Autonoma Osservazione Aerea era all'Aeroporto di Cuneo-Levaldigi con 3 IMAM Ro.37bis per l'Aviazione Ausiliaria per l'Esercito.